# The Epic
The Epic est un gratte-ciel de 187 mètres de hauteur construit à New York aux États-Unis de 2005 à 2007. 
Il abrite 460 appartements sur 58 étages.
L'immeuble a été conçu par l'agence Schuman, Liechtenstein, Claman & Efron et par l'agence FXFOWLE Architects
La construction est l’œuvre de la société Gotham Construction Company LLC.